# Todea africana
Todea africana là một loài dương xỉ trong họ Osmundaceae. Loài này được Bernh. mô tả khoa học đầu tiên năm 1801.
Danh pháp khoa học của loài này chưa được làm sáng tỏ. 